# Rutarji
Rutarji (italijansko Ruttars ali Rutars, furlansko Rutârs ali Rotârs) je vas nad gradom Trussio, nad dolino rečice Idrija v občini Dolenje v Brdih z 20 prebivalci (stanje 31. december 2022) v italijanski avtonomni deželi Furlaniji - Julijski krajini v bivši Pokrajini Gorica. Vasica, ki se nahaja na vrhu istoimenskega hriba na nadmorski višini 174 m, je znana po kakovostnih vinih, ki jih proizvajajo lokalni vinarji.

## Toponomastika
Toponim izhaja iz slovenskega narečja "rutar", ki označuje kmeta ali naseljenca, ta pa izhaja iz koroške besede "rute" v nemščini "reute", ki pomeni na novo obdelano zemljo, iztrgano divjemu gozdu za pašnik ali njive.

## Zgodovina
Ime kraja se prvič pojavi v prodajni listini iz leta 1289 kot vas, ki se imenuje Rutarji (villam que codicir Rutars). Nekateri zgodovinarji menijo, da je kraj Ruterji poimenovano po istoimenskem gradu. Vas Rutarji pravzaprav nima nobene zveze s spodnjim gradom Trussio, od katerega je oddaljen približno 1 km. Bila je utrjena vas z obzidjem visokim okoli 6 m in debeline med 40 in 6o cm. Ohranjeno je okoli 200 m obzidja, ki je obdajalo vaške hiše in vhodni stolp imenovan Markvard di Montelongo, kvadratne oblike, ohranjen še danes, z mostičkom pred njim, nekoč zagotovo opremljenim z dvižnim mostom. Po nekaterih posrednih virih je bil v kraju v času oglejskega patriarhata pred letom 1252 sedež nunskega samostana.   
Leta 1289, 4. maja, je oglejski patriarh Rajmond della Torre prodal utrjeno vas Ruterji z gradom, ki naj bi segal v čas pred letom 1000, Janezu Zuccolskemu iz Čedada z desetino, odvetništvom in krvnim sodiščem, da bi pokril stroške vojne proti beneškim osvajalcem Istre in Trsta. V dokumentu lahko beremo: "vendit, dedit et tradidit domino Joanni de Zuccola [...] Villa quae dicitur (Rputas) Routas, cummansis, molendinis , domibus, curis«.
Zgodovina utrjene vasi Rutarji ni dovolj dokumentirana, da bi lahko vsaj na kratko spoznali dogodke, ki so jo prizadeli skozi stoletja, ker ni virov, na katere bi se lahko oprli, in tudi zato, ker so jo pogosto zamenjevali z bližnjim gradom Trussio. V glavnem je doživljala podobno usodo kot grad Trussio, čeprav lastniki niso bili isti. Torej je bila izpostavljena vojnim vihram in bojem med Avstrijo in Benetkami oziroma je bila nekaj časa na meji med obema državama.
V skopih zgodovinskih virih lahko najdemo podatke, da so se prebivalci kraja uspešno ukvarjali s pridelavo kvalitetnega vina. Menda je sam avstrijski cesar Franc Jožef je vsako leto poslal enega od svojih uradnikov v Dolenje in Rutarje, da izbere najboljša vina. Tovorili so jih na Dunaj v zelo velikih 10 – 15 hektolitrskih sodih in jih označevali z dvoglavim orlom, kot bi želeli poudariti »to je cesarjevo vino!«
V naselju Rutarji stoji cerkev Sv. Vida in Sv. Modesta, ki je iz 19. stoletja. V starem vhodnem stolpu Markvarda Montelonga je danes turistični objekt B&B "Alla torre antica".
Druga znamenitost kraja pa je grad Trussio, v katerem se nahaja odlična gostilna.